# Lodovico Bolognini (architetto)
Lodovico Bolognini o Ludovico Bolognini (Bologna, 24 aprile 1739 – Parma, 8 giugno 1816) è stato un architetto italiano, il cui nome è legato alla realizzazione della Strada del Cerreto e alla Sala del Tricolore del municipio di Reggio nell'Emilia.

## Biografia
Figlio dell'architetto Francesco, compì gli studi presso l'Università di Bologna. Dopo aver affiancato il padre, incaricato della realizzazione dei giardini della villa ducale a Rivalta, Bolognini eseguì alcuni lavori idraulici a Reggio, Modena e presso la dimora di Francesco III a Varese. Dalla seconda metà degli anni '60 del XVIII secolo fu protagonista di una rapida ascesa come architetto presso la corte estense di Modena. Nel 1772 fu nominato architetto ducale e, successivamente, amministratore delle fabbriche del pubblico di Reggio. In quest'ultima città diresse i lavori di restauro del palazzo municipale, del teatro municipale, della sala dell'Archivio e del manicomio di San Lazzaro.
Negli stessi anni Bolognini diresse alcune importanti opere di arginatura e bonifica nella pianura reggiana. Nel 1783 progettò la nuova strada che avrebbe dovuto unire Reggio a Castelnovo e alla Lunigiana attraverso il passo del Cerreto. L'opera, iniziata due anni dopo, venne interrotta con l'arrivo delle truppe francesi in Italia nel 1796 e fu ultimata solamente tra il 1823 ed il 1830. 
Con l'arrivo dei francesi, la carriera del Bolognini subì un momentaneo arresto, salvo poi riprendere nel 1798 come consultore idraulico delle Amministrazioni d'acqua dipartimentali e comunali per conto della Repubblica Cisalpina. Nominato commissario di governo del dipartimento del Crostolo durante il Regno d'Italia, nel 1810 progettò importanti opere idrauliche per il Panaro ed il Reno. Con l'avvento della Restaurazione ottenne una pensione da ingegnere ducale da parte del duca Francesco IV di Modena. Nel 1816 fu investito da Maria Luisa d'Asburgo-Lorena di una consulenza sul ponte sul Taro, progettato da Antonio Cocconcelli.

## Opere
- Il muratore reggiano, Reggio, Davolio, 1778
- Memorie pratiche pei deputati, e guard'argini assistenti a' lavori d'acque e strade nel Dipartimento del Crostolo, Reggio : co' tipi del Torreggiani, 1806.
- Memorie idrauliche per il dipartimento del Crostolo, Reggio Emilia, Tip. Torreggiani, 1808.